# Mesodrylaimus hofmänneri
Mesodrylaimus hofmänneri är en rundmaskart. Mesodrylaimus hofmänneri ingår i släktet Mesodorylaimus, och familjen Dorylaimidae. Arten är reproducerande i Sverige.